# Reprezentacja Słowenii w rugby union mężczyzn
Reprezentacja Słowenii w rugby mężczyzn – zespół rugby, biorący udział w imieniu Słowenii w meczach i sportowych imprezach międzynarodowych, powoływany przez selekcjonera, w którym mogą występować wyłącznie zawodnicy posiadający obywatelstwo słoweńskie. Za jego funkcjonowanie odpowiedzialny jest Słoweński Związek Rugby.

## Udział wPucharze Świata
- 1987 - 1991 - Nie brała udziału, była częścią Jugosławii
- 1995 – 2011 – Nie zakwalifikowała się

## Aktualna kadra
1. David Cerar (RK Bežigrad)
2. Marko Gumzej (RK Bežigrad)
3. Goran Jelenčič (RK Bežigrad)
4. Aljaž Kralj Podobnik (RK Ljubjana)
5. Matej Kos (RK Ljubjana)
6. Damjan Ahačič (RK Ljubjana)
7. Urban Magušar (RAK Olimpija)
8. Grega Miljuš (RK Ljubjana)
9. Simon Gombač (RK Bežigrad)
10. Tit Hočevar (Oxford Harlequins, Anglia)
11. Žarko Krsmanovič (RK Ljubjana)
12. Peter Gobec (RK Ljubjana)
13. Miroslav Lazič (RK Ljubjana)
14. Jošt Slapničar (RK Ljubjana)
15. Borut Završan (RAK Olimpija)

Rezerwowi
1. Luka Miklič (RAK Olimpija)
2. Lovro Sambol (RK Bežigrad)
3. Luka Potnik (RAK Olimpija)
4. Luka Kranjc (RK Ljubjana)
5. David Duh (RAK Olimpija)
6. Pavle Žle
7. Žiga Kosi